# 山科本願寺の戦い
山科本願寺の戦い（やましなほんがんじのたたかい）は、天文元年（1532年）8月23日 - 24日にかけて行われた細川晴元・六角定頼・京都の法華一揆の連合軍と浄土真宗本願寺勢力（一向一揆）との戦い。山科本願寺合戦（やましなほんがんじかっせん）ともいう。

## 開戦までの経緯
飯盛城の戦いで勝利した一向一揆は余勢を駆って大和に侵入、興福寺、春日神社を襲撃した。この動きには、飯盛城の戦いで一向一揆衆に援軍を要請した管領細川晴元も脅威を覚えた。
晴元だけではなく京都の民も脅威を抱きはじめたころ、「一向宗が京に乱入して法華宗を攻撃する」という風説が流れた。晴元方の摂津国人茨木長隆による檄文もあり、直ちに武装した法華門徒は、享禄5年（1532年）7月28日には法華一揆として蜂起した。これには飯盛城の戦いで自害し、熱心な法華信者であった三好元長の仇打ちという側面もあったと考えられる。蜂起した法華一揆と晴元は直ちに手を結んだ。
天文に改元後の同年8月2日、晴元方である木沢長政に対して一向一揆衆が押し寄せたが、木沢軍は逆に一向宗の寺々や堺の道場に放火した。これに対して和泉、河内、摂津、大和4ヶ国の一向一揆衆が一斉に立ち上がり、晴元のいる堺へ押し寄せると、木沢軍が迎え撃った。『二水記』では、この時の様子を
と記している。ここにある「昨日」とは8月2日の事で、「諸軍勢」とは本願寺軍を指している。証如と一向一揆衆が連帯している情報を伝え、この動きに反感をあらわにしている。
京でも法華一揆衆が8月7日に軍事行動を開始した。この時法華一揆衆を率いたのは柳本賢治の家臣であった山村正次である。
- 8月7日 - 10日：法華一揆衆数千兵が集結。東山、山科周辺を打廻り、「下の一向堂」と呼ばれていた大谷道場を焼き討ちした。
- 8月15日：清水寺周辺の東山に布陣。
- 8月16日 - 17日：東山山麓で法華一揆衆1万、一向一揆衆数千が激突。法華一揆衆が勝利。
- 8月19日：摂津一向一揆衆二千が山崎に布陣、法華一揆衆が出軍し西岡周辺で激戦、法華一揆衆が勝利。

このように京都・西岡を抑えた法華一揆衆は、山科本願寺への総攻撃の準備を整えた。

## 戦いの状況

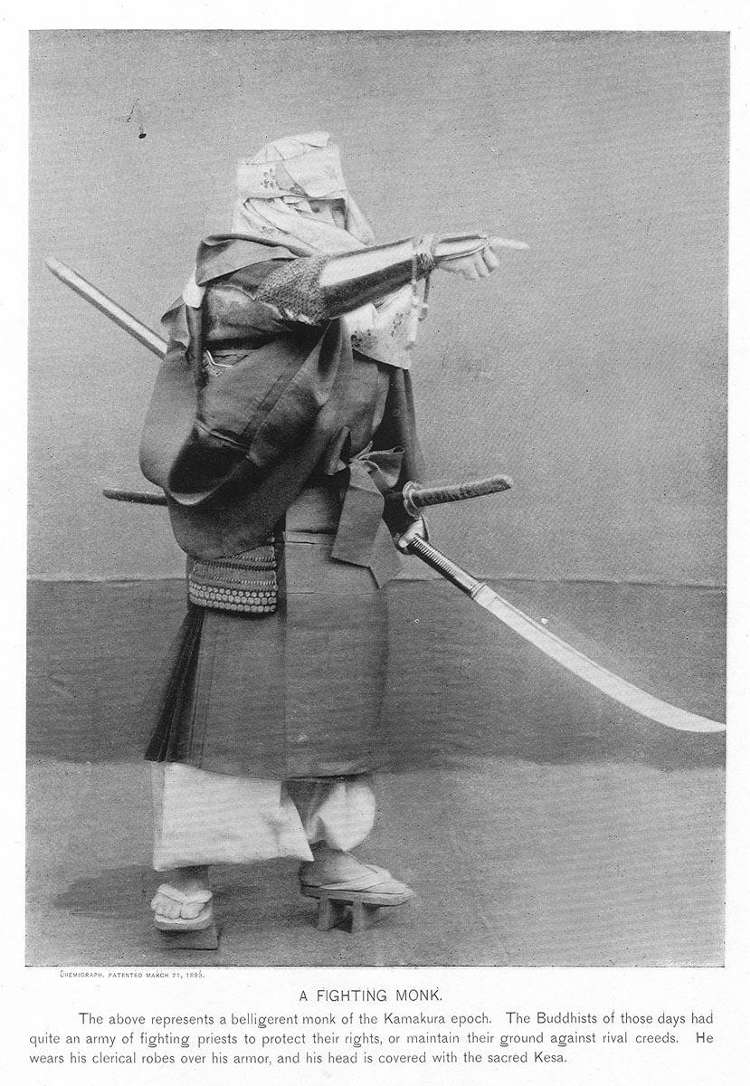
僧兵

8月23日、山科本願寺への布陣が整った。攻城軍は大まかに以下の4軍で成り立っていた。
- 主力：法華一揆衆
  - 山科本願寺の東側：粟田口
- 山村正次率いる柳本勢
  - 山科本願寺の南側：汁谷口
- 六角定頼軍
  - 山科本願寺の西側：大津への東口
- 付近の50余郷土民一揆勢
  - 山科本願寺の北側：東岩倉山

このように四方を取り込むようにして完全に包囲した。この時の攻城軍は3万とも4万とも言われている。戦いは8月24日早朝より開始された。山科本願寺の「水落」と呼ばれる場所から軍勢が侵入し家屋に火を掛けると、午前10時ぐらいに諸口からも攻城軍が乱入し、寺町周辺を放火して回り大勢が決した。「水落」のすぐ北にあった興正寺（現・真宗興正派本山）も焼かれ、山科本願寺は社坊ひとつ残さず灰になって落城した。一説には包囲軍の寄せ手の時間稼ぎに和睦を申し込んでいた最中で、山科本願寺は油断し隙を突かれたと言われる。
この時の状況は、天文元年8月24日『私心記』の条に
と記載されており、乱入から短期間で御坊堂等が炎上したと考えられている。法主・証如は6月から大坂御坊の石山に入っており、そこで指揮をしていて無事であった。また、親鸞聖人御影は山科本願寺にいた証如の大叔父で『私心記』の著者である実従（蓮如の13男）によって寺宝ともども助け出され、醍醐寺報恩院、宇治田原などに移された後、翌天文2年（1533年）7月15日に大坂御坊に納められた。親鸞聖人御影が安置されたこともあり、やがて大坂御坊は新たな本山・大坂本願寺となった。

## 戦後の影響
山科本願寺は消滅したがこの戦いではまだ決着はつかず、同年9月末に、再び山崎周辺で一向一揆衆と法華一揆衆と戦闘状態になり、この時は一向一揆衆が勝利し付近を放火、京都に攻め入ろうとする情勢になったが、法華一揆衆が洛中で打廻りを行い、10月になってようやく京は平静に戻った。しかし、摂津を中心にして本願寺・一向一揆対細川晴元・法華一揆の合戦、天文の錯乱は続くのである。